# Marianela Pereyra
Marianela Pereyra (* 17. Dezember 1979 in Buenos Aires) ist eine argentinisch-amerikanische Schauspielerin und Moderatorin. Sie spielte in den Fernsehserien Emergency Room – Die Notaufnahme (1994) und der Sitcom Half & Half (2002).
Pereyra präsentierte verschiedene Events auf ESPN CBS Sports und Fox Sports Networks. Darüber hinaus moderierte sie seit 2012 Turniere der World Poker Tour. 2015 stellte sie die schönsten Strände in Kalifornien und Florida auf Travel Channel vor (Marianela's Best Beaches).

## Leben
Pereyras Eltern waren professionelle Tangotänzer, die in die USA einwanderten, als sie fünf Jahre alt war. Ab dem Alter von 13 erhielt sie Ballettunterricht. Sie wurde von ihrem Großvater, einem Arzt früh gefördert, der auch ihren Weg in die Unterhaltungsindustrie ermöglichte.
Sie studierte an der University of Maryland Psychologie und romanische Sprachen und graduierte cum laude. Nach ihrem Leben in den Vereinigten Staaten wohnt Pereyra in Wien. Sie ist Mutter eines Sohnes.